# Superword level parallelism
Il superword level parallelism (SLP) è una tecnica di parallelizzazione automatica che consiste nell'identificare all'interno di un blocco base (eventualmente eseguendo srotolamento del loop) più istruzioni scalari che eseguono la stessa operazione e combinarle in una singola istruzione SIMD (se non ci sono dipendenze che lo impediscono). È una tecnica distinta e complementare rispetto alla vettorizzazione dei cicli. La vettorizzazione SLP automatica è supportata da gcc dalla versione 4.3, e da clang a partire dalla versione 3.3.